# Pyricularia grisea

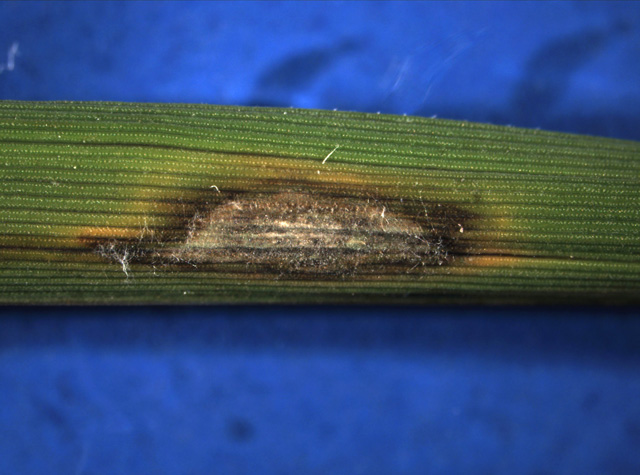
Objawy porażenia liścia ryżu

Pyricularia grisea Cavara – gatunek grzybów workowych z klasy Sordariomycetes. Wywołuje zarazę ryżu – najważniejszą grzybową chorobę roślin na świecie, a także kilka innych chorób u ryżu i innych gatunków traw.

## Systematyka
Pozycja w klasyfikacji według Index Fungorum: Pyricularia, Pyriculariaceae, Magnaporthales, Diaporthomycetidae, Sordariomycetes, Pezizomycotina, Ascomycota, Fungi.
Synonimy:
- Ceratosphaeria grisea T.T. Hebert 1971
- Dactylaria grisea (Cooke ex Sacc.) Shirai 1910
- Magnaporthe grisea (T.T. Hebert) M.E. Barr 1977
- Phragmoporthe grisea (T.T. Hebert) M. Monod 1983
- Trichothecium griseum Cooke 1879
- Trichothecium griseum (Cooke ex Sacc.) Cooke 1881

## Charakterystyka
Objawy porażeniaNa liściach i pędach ryżu pojawiają się plamy o barwie od białej do szarozielonej. Otoczone są ciemniejszymi obwódkami. Zwykle plamy mają długość 1,0-1,5 cm i szerokość 0,3-0,5 cm. Starsze zmiany są eliptyczne lub wrzecionowate i białawe do szarych z nekrotycznymi brzegami. Uszkodzenia mogą się powiększać i łączyć powodując obumarcie liścia. Objawy obserwuje się na wszystkich nadziemnych częściach rośliny. Uszkodzenia można zobaczyć także pochwie liściowej, łodydze, węzłach łodygi i węźle szyjki wiechy.  Infekcja węzłowa powoduje pęknięcie łodygi w zakażonym węźle (zgniła szyja). Wpływa również na rozmnażanie, powodując, że zakażona roślina produkuje mniej nasion. Straty plonu mogą sięgać nawet 80%.
Cykl życiowyZakażenie rozpoczyna się, gdy trójkomórkowe konidia patogenu przyklejają się do powierzchni żywiciela. Wytwarzany przez nie śluz pośredniczy w początkowym przyleganiu konidiów. Po wykiełkowaniu konidiów powstaje apressorium i strzępki infekcyjne, które przebijają ścianę komórkową. Do wnętrza komórek roślin wnikają one przez plazmodesmy. Po kolonizacji żywiciela i zakażeniu części nadziemnych powstają zmiany chorobowe i następuje konidiogeneza. Grzyb wytwarza nowe konidia, które rozprzestrzeniają się w powietrzu i wywołują infekcje wtórne, zapewniając ciągłość epidemii. Okresy między sezonami wegetacyjnymi roślin patogen może przetrwać w postaci przetrwalników, strzępek i konidiów wewnątrz resztek pożniwnych. Stanowią one źródło infekcji pierwotnej.
Pojedynczy cykl od zakażenia do konidiogenezy w sprzyjających warunkach może trwać jeden tydzień. W tym czasie grzybnia patogenu wytwarza tysiące zarodników w ciągu jednej nocy. Zmiany chorobowe mogą pojawić się w ciągu trzech do czterech dni po zakażeniu. Zarodniki utrzymują zdolność do zakażenia przez ponad 20 dni.
Identyfikacja laboratoryjnaPróbki z objawami porażenia umieszcza się w wilgotnej komorze w celu wywołania konidiogenezy. Przed obserwacją pod mikroskopem optycznym próbki inkubuje się przez 48 godzin w temperaturze pokojowej. Dodatkowo próbki można wysiewać na różne podłoża po powierzchniowej sterylizacji tkanki objawowej. Patogen hoduje się na pożywkach typu agar ziemniaczany (PDA – pożywka ogólna), mąka kukurydziana, słoma ryżowa i agar owsiany. Pożywki te sprzyjają zarodnikowaniu Pyricularia grisea i P. oryzae. Konidia są zwykle jasne, hialinowe lub lekko oliwkowo-zielone. Mają kształt gruszkowaty i posiadają dwie septy oraz wyrostek w podstawie. Konidiofory można zaobserwować wychodząc bezpośrednio z tkanki roślinnej zawierającej do 20 konidiów.

## Występowanie
Jest to gatunek kosmopolityczny występujący we wszystkich rejonach uprawy ryżu, zarówno na obszarach o klimacie tropikalnym, jak i klimacie umiarkowanym. Oprócz ryżu atakuje także wiele innych gatunków roślin z rodziny wiechlinowatych. Wyizolowany został na roślinach z rodzaju palusznik (Digitaria).

## Nazwa i gatunki podobne
Zarazę ryżu wywołuje również Pyricularia oryzae, który morfologicznie, zarówno makroskopowo, jak i mikroskopowo jest nie do odróżnienia od P. grisea. Jak wykazała jednak analiza sekwencji nukleotydów DNA tych gatunków, różnią się one genetycznie i nie krzyżują się ze sobą. W oparciu o najnowsze dane filogenetyczne, molekularne i morfologiczne, izolaty grzyba z ryżu i blisko spokrewnione izolaty z innych traw, takich jak Eragrostris curvula, manneczka łękowata (Eleusine coracana), życica trwała (Lolium perenne) i włośnica (Setaria spp.) są taksonomicznie opisane jako Pyricularia oryzae, podczas gdy izolaty z palusznika krwawego (Digitaria sanguinalis) są odrębne i powinny być opisane jako Pyricularia grisea.
Pyricularia grisea to forma bezpłciowa (anamorfa). Istnieje także rzadko spotykana forma płciowa (teleomorfa), którą dawniej nazywano Magnaporthe grisea. Ponieważ jednak zasadnicze znaczenie ma forma bezpłciowa, prawidłowe jest używanie nazwy Pyricularia grisea, zaś Magnaporthe grisea według Index Fungorum to jej synonim.